# Джозеф Девід Кукан
Джо́зеф Де́від Ку́кан (англ. Joseph David Kucan) — актор театру, кіно та озвучення, розробник відеоігор, режисер, сценарист і фахівець з кастингу для компаній-розробниць відеоігор. Найвідоміший за роллю Кейна, лідера терористичної організації Братство Нод, в серії ігор Command & Conquer.

## Біографія
Джозеф Кукан народився 19 березня 1965 року в Лас Вегасі, штат Невада. Батьки, Кенн і Дженні, працювали викладачами в школі Кларк Канті (англ. Clark County) протягом 35-и років. Свої перші ролі Джозеф виконав в 10 років у місцевому театральному товаристві «The Riddle Machine». Незабаром він став одним з перших членів «Rainbow Company» — театральної освітньої програми для молоді, спонсорованої владою Лас-Вегаса. Кукан був залучений до цієї програми протягом 8-и років, отримуючи навчання у всіх аспектах театрального мистецтва.
Після закінчення Вищої школи Бонанза (англ. Bonanza High School) і «Rainbow Company» в 1983, Кукан переїхав до Каліфорнії і отримав роботу актора в «Firebird Theatre Company», виїзної репертуарної театральної компанії в Лос-Анджелесі. Він пішов після одного сезону і повернувся до Лас-Вегаса, вступивши до UNLV (Університет Невади) для вивчення театрального мистецтва. Згодом він повернувся в «Rainbow Company». Наступні 10 років Кукан працював над 50 п'єсами, мюзиклами і експериментальними проєктами як режисер, актор, дизайнер і хореограф. Він покинув «Rainbow Company» в 1994 році та пішов на роботу до Westwood Studios. За рік до того Кукан змінив свій образ, постригшись налисо, що зрештою визначило образ його найзнанішої ролі.
У Westwood Studios був режисером та актором у відеозаставках. Кукан зіграв свою найвідомішу роль в роликах до серії ігор Command & Conquer, Кейна — лідера релігійно-терористичної організації Братство Нод. Він також був актором в інших відеоіграх серії та в 4-х фільмах: «Monkey on Mama's Back», «Luckytown», «Clover's Movie», «A Few Best Men».
В 2008 році потрапив до Книги Рекордів Гіннеса як актор, що найдовше грає ту саму роль в серії відеоігор.
Має двох молодших братів, Майкла і Деніела. В 2013 році Джозеф Кукан заснував разом з партнеркою Енн-Марі Перет (Ann-Marie Pereth) і братом Деніелом театр «A Public Fit» у Лас-Вегасі. Проживає в Бурлінгтоні, штат Вермонт, з дружиною і трьома дітьми.

## Участь в проєктах

### Відеоігри
| Назва                                                  | Рік  | Роль/посада                                                      |
| ------------------------------------------------------ | ---- | ---------------------------------------------------------------- |
| The Legend of Kyrandia — Book One                      | 1992 | озвучував Брендона                                               |
| The Legend of Kyrandia — Book Two: The Hand of Fate    | 1993 | озвучував Брендона                                               |
| Lands of Lore: The Throne of Chaos                     | 1993 | озвучував Натаніеля, Філіпа                                      |
| The Legend of Kyrandia — Book Three: Malcolm's Revenge | 1994 | озвучував Брендона                                               |
| Monopoly                                               | 1995 |                                                                  |
| Command & Conquer                                      | 1995 | грав Кейна, режисер кат-сцен                                     |
| Command & Conquer: Red Alert                           | 1996 | грав Кейна, режисер кат-сцен                                     |
| Lands of Lore II: Guardians of Destiny                 | 1997 | режисер                                                          |
| Blade Runner                                           | 1997 | режисер, озвучував Ларрі                                         |
| Dune 2000                                              | 1998 | режисер кат-сцен                                                 |
| Command & Conquer: Tiberian Sun                        | 1999 | грав Кейна, режисер кат-сцен                                     |
| Nox                                                    | 2000 | режисер кат-сцен                                                 |
| Command & Conquer: Firestorm                           | 2000 | грав Кейна, режисер кат-сцен                                     |
| Command & Conquer: Red Alert 2                         | 2001 | грав Кейна, режисер кат-сцен                                     |
| Command & Conquer: Yuri's Revenge                      | 2001 | режисер                                                          |
| Emperor: Battle for Dune                               | 2002 | режисер кат-сцен                                                 |
| Command & Conquer: Renegade                            | 2002 | озвучував Кейна, режисер кат-сцен                                |
| Pirates: The Legend of Black Kat                       | 2002 | режисер постановки                                               |
| Command & Conquer 3: Tiberium Wars                     | 2007 | грав Кейна                                                       |
| Command & Conquer 3: Kane's Wrath                      | 2008 | грав Кейна                                                       |
| Command & Conquer 4: Tiberian Twilight                 | 2010 | грав Кейна                                                       |
| Command & Conquer Remastered Collection                | 2020 | грав Кейна, розповідає про створення гри в додаткових матеріалах |

### Фільми
| Назва                     | Рік  | Роль               |
| ------------------------- | ---- | ------------------ |
| Мавпочка на маминій спині | 1998 | Річард Кейн        |
| Лакітаун                  | 2000 | Гектор             |
| Стрічка Кловера           | 2000 | Том Муллн          |
| Весільний розгром         | 2011 | вуличний торговець |